# Komprachcice (gmina)
Komprachcice (niem. Gemeinde Comprachtschütz) – gmina wiejska w województwie opolskim, w powiecie opolskim. Od 1950 gmina położona jest w województwie opolskim.
Siedziba gminy to Komprachcice.
Według danych z 30 czerwca 2004 gminę zamieszkiwało 11.167 osób. Natomiast według danych z 31 grudnia 2017 roku gminę zamieszkiwało 9064 osób.
W maju 2009, w gminie wprowadzono język niemiecki jako język pomocniczy, a w grudniu dodatkowe nazwy miejscowości w języku niemieckim. Polsko-niemieckie tablice stanęły w gminie w maju 2010.
Na terenie gminy funkcjonuje lotnisko Opole-Polska Nowa Wieś.

## Historia
Do 1945 w granicach Niemiec.
W 1939 teren dzisiejszej gminy zamieszkiwało 8196 mieszkańców.
Do 31 grudnia 2016 roku w skład gminy wchodziły również wsie Chmielowice i Żerkowice. Z początkiem 2017 roku przyłączono je do Opola, pomimo protestów części mieszkańców oraz wyników konsultacji (w których znaczna większość głosujących wypowiedziała się z przeciwko tej decyzji). Ludność gminy zmalała o 1820 mieszkańców, a powierzchnia o 5,32 km².

## Struktura powierzchni
Według danych z roku 2002 gmina Komprachcice ma obszar 55,87 km², w tym:
- użytki rolne: 67%
- użytki leśne: 19%

Gmina stanowi 3,52% powierzchni powiatu.

## Podział administracyjny
W skład gminy wchodzą następujące miejscowości:
- Domecko (Dometzko)
  - przysiółek Pucnik (Simsdorf)
- Dziekaństwo (Dziekanstwo)
- Komprachcice (Comprachtschütz)
- Ochodze (Ochotz)
- Osiny (Rothhaus)
- Polska Nowa Wieś (Polnisch Neudorf)
- Wawelno (Bowallno)

## Demografia
Dane z 30 czerwca 2004:
| Opis                              | Ogółem | Ogółem | Kobiety | Kobiety | Mężczyźni | Mężczyźni |
| --------------------------------- | ------ | ------ | ------- | ------- | --------- | --------- |
| jednostka                         | osób   | %      | osób    | %       | osób      | %         |
| populacja                         | 11 167 | 100    | 5733    | 51,3    | 5434      | 48,7      |
| gęstość zaludnienia (mieszk./km²) | 199,9  | 199,9  | 102,6   | 102,6   | 97,3      | 97,3      |

Z danych spisu statystycznego w 2002 w gminie żyją trzy narodowości – Polacy, Niemcy (31,3%) oraz Ślązacy – (7,5%). Według spisu z 2011 odsetek osób deklarujących się jako Niemcy spadł do 17,4%.

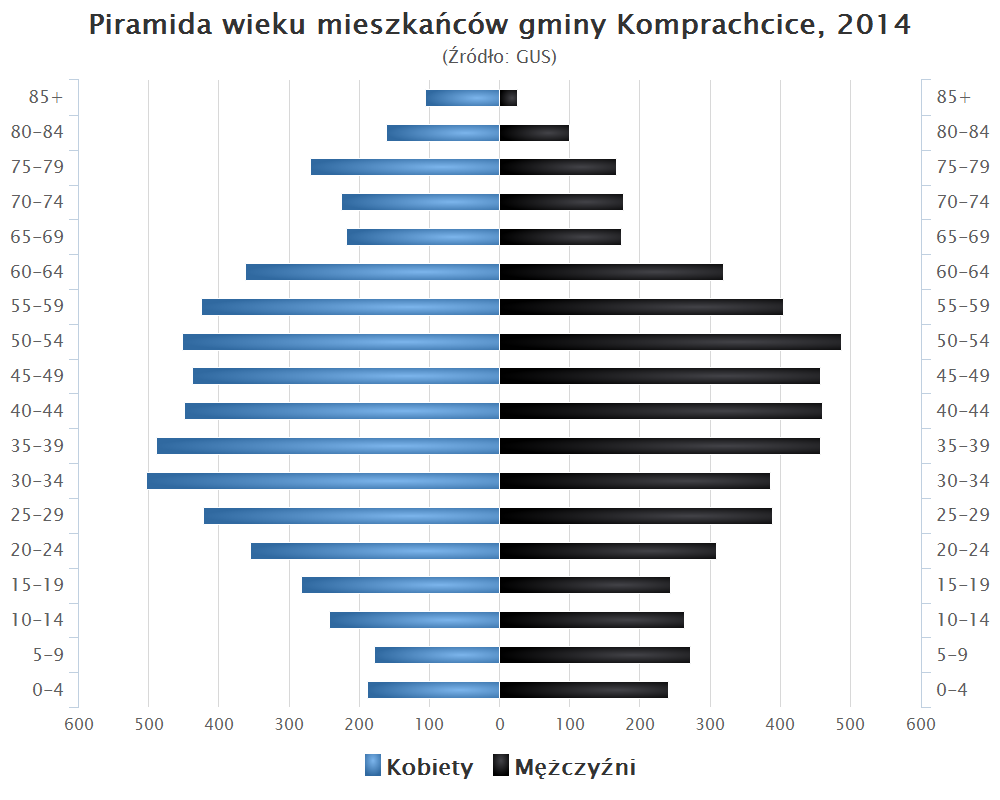
Piramida wieku mieszkańców gminy Komprachcice w 2014

Z danych spisu statystycznego w 2021 w gminie żyje pięć narodowości - Polacy, Niemcy (12,21%), Ślązacy (11,03%), Ukraińcy (0,17%) oraz Bułgarzy (0,12%).

## Sąsiednie gminy
Dąbrowa, Opole, Prószków, Tułowice